# Aldana
Aldana är en ort i Colombia.   Den ligger i kommunen Aldana i departementet Nariño, i den sydvästra delen av landet, 600 km sydväst om huvudstaden Bogotá. Aldana ligger 3 016 meter över havet och antalet invånare är 1 956.
Terrängen runt Aldana är kuperad österut, men västerut är den platt. Runt Aldana är det ganska tätbefolkat, med 65 invånare per kvadratkilometer. Närmaste större samhälle är Ipiales, 8,2 km sydost om Aldana. Omgivningarna runt Aldana är en mosaik av jordbruksmark och naturlig växtlighet.